# Made in Europe (албум на Дийп Пърпъл)
Made in Europe е концертен албум на Deep Purple, записан в последните дни на 1975 г., когато Ричи Блекмор все още е член на групата. Издаден е през 1976 г., когато групата временно е разделена. Включени са записи от концертите в Грац, Австрия (4 април), Саарбрюкен, Германия (5 април), Париж, Франция (7 април; заедно с Rolling Stones Mobile). Албумът в по-голямата си част съдържа записи от Саарбрюкен.
Made in Europe не се отпечатва в САЩ повече от 20 години. Тогава на 31 юли 2007 г. е преиздаден от Friday Music.

## Състав
- Дейвид Ковърдейл – вокал
- Ричи Блекмор – китара
- Глен Хюз – бас, вокали
- Джон Лорд – орган и клавишни
- Иън Пейс – барабани